# Desa Cisaga (administrativ by i Indonesien, lat -7,34, long 108,53)
Desa Cisaga är en administrativ by i Indonesien.   Den ligger i provinsen Jawa Barat, i den västra delen av landet, 220 km sydost om huvudstaden Jakarta.